# Бунтова, Ирина Афанасьевна
Ирина (Арина) Афанасьевна Бунтова (1752, Нижнеозерное, Оренбургская губерния — 4 [16] июля 1848, Бердская) — оренбургская казачка, известная тем, что в беседе с Александром Сергеевичем Пушкиным поделилась множеством ценных воспоминаний о событиях пугачёвского восстания.

## Биография
Урождённая Бородулина. Родилась в 1752 году (исходя из данных записи о смерти в метрической книге) или около 1758/1760 года (по данным А. С. Пушкина) в Нижнеозёрной крепости в казачьей семье. В 13 лет стала свидетельницей обороны Нижнеозёрной от войск Пугачёва и событий, последовавших за захватом её восставшими.
Её отец Афанасий Михайлович Бородулин, вместе с большинством других казаков, перешёл к Пугачёву накануне взятия Нижнеозёрной и в ходе восстания участвовал в боях во время осады Оренбурга.
После взятия Нижнеозёрной корпусом генерала Мансурова в апреле 1774 года была проведена перепись приписанных к крепости казаков, про Афанасия было указано — «в злодейской толпе», среди других 42 других казаков, примкнувших к самозванцу. Впоследствии отец долго скрывался, чтобы избежать наказания.
В семье Афанасия и Варвары Бородулиных было две дочери — старшая Ирина и Мария. В 1780-х годах Ирина была выдана замуж за оренбургского казака Степана Бунтова и переехала в его дом в Бердской слободе. В росписях оренбургских казаков XVIII―XIX веков были найдены имена свёкра Дмитрия Петровича, свекрови Прасковьи, мужа Степана и деверя Гавриила.
Бердская слобода во время восстания служила ставкой для Пугачёва и его ближайшего окружения, долгое время события пугачёвщины были излюбленной темой воспоминаний и разговоров ближайшего окружения Ирины. Одной из главных рассказчиц, от которой Ирина получила множество сведений, переданных позднее Пушкину, была её свекровь Прасковья Сергеевна Бунтова, жившая в Бердской во время тех бурных событий. У Ирины и Степана Бунтовых родилось шестеро детей, но четверо из них умерли в младенческом возрасте.

## Встреча с Пушкиным
Осенью 1833 года Александр Сергеевич Пушкин, уже подготовивший черновой вариант своей «Истории Пугачёва» и черновые сюжетные ходы будущего романа о событиях пугачёвщины, отправился по местам восстания, чтобы получить устные свидетельства участников и очевидцев и представления о местности, где происходили события. 19 сентября, в сопровождении офицера по поручениям при оренбургском генерал-губернаторе Даля, Пушкин приехал в пугачевскую столицу Берды. Здесь ему указали на Бунтову, как на самую красноречивую свидетельницу событий и рассказчицу. Рассказы Ирины о взятии пугачёвцами Нижнеозёрной, о гибели её коменданта Харлова, судьбе его юной супруги, дочери коменданта Татищевой крепости, о быте пугачёвской «столицы» в Бердах стали для Пушкина неоценимым источником в работе над «Историей Пугачёва» и «Капитанской дочкой». Бунтова спела поэту множество казачьих песен, от неё же он услышал историю матери казака Разина, искавшей сына среди проплывавших по Яику мёртвых тел бунтовщиков. В письме жене Пушкин писал:

«В деревне Берде, где Пугачёв простоял 6 месяцев, имел я une bonne fortune (большой успех) — нашел 75-летнюю казачку, которая помнит это время, как мы с тобою помним 1830 год. Я от неё не отставал…»— Пушкин А. С., ПСС, т.XV стр. 83
В благодарность за бесценную информацию Пушкин одарил Бунтову золотым червонцем, что для бердинских казаков показалось чрезвычайно подозрительным:

«Бабы и старики не могли понять, на что было чужому, приезжему человеку расспрашивать с таким жаром о разбойнике и самозванце, с именем которого было связано в этом краю столько страшных воспоминаний». Дабы избегнуть ответственности за этот «проступок» старой станичницы и «чтобы не дожить до какого греха да напасти», казаки на другой же день отправили подводу в Оренбург, привезли туда и старуху, и роковой червонец и донесли: «Вчера-де приезжал какой-то чужой господин, приметами: собой невелик, волос чёрный кудрявый, лицом смуглый, и подбивал под „пугачевщину“ и дарил золотом: должен быть антихрист, потому что вместо ногтей на пальцах когти». Пушкин много тому смеялся…— Майков Л. Пушкин и Даль
Среди прочих рассказов Бунтовой Пушкину, Даль вспоминал легенду о пугачёвском кладе. Якобы, невдалеке от Бердской, в отрогах Уральских гор, именуемых Гребенями, Пугачёв зарыл свой клад, положив сверху труп, чтобы обнаружившие место решили, что это просто могила. Все предшественники Пугачёва, оставшиеся в народной памяти и в песнях — от атамана Кудеяра до Степана Разина, прятали свои сокровища в земле, не мог и Пугачёв остаться без своего клада. Свидетельница беседы Пушкина с Бунтовой Акулина Блинова вспоминала, что тот осенний день был тёплым и ясным. Ирина Афанасьевна была дома и нянчила детей, оставленных ей ушедшими в поле казаками. Про песни, спетые Бунтовой Пушкину, помнила слова: «Не умела ты, ворона, ясна сокола поймать!», в ней явно высмеивалась неудача первой правительственной экспедиции против мятежников под командованием генерала Кара. Всего Бунтова спела три песни времён Пугачёвщины. Посетившая старуху позднее самарская помещица Воронина даже записала их для себя, но судьба этих записей неизвестна. Встрече Пушкина с Бунтовой посвящены картины оренбургских художников Александра Фёдоровича Степанова и Николая Павловича Ерышева, хранящиеся в оренбургском музее.

## Идентификация имени
Пушкин не назвал в письмах и черновиках Бунтову по имени, что послужило поводом для пушкинистов к долгому поиску личности загадочной старой казачки, оказавшей неоценимые услуги поэту. Фамилия Бунтовой была установлена оренбургским краеведом, адъютантом штаба Оренбургского казачьего войска С. Н. Севастьяновым, разыскавшим в конце XIX века свидетелей приезда Пушкина в Берды. Позднее другой оренбургский краевед С. А. Попов разыскал в архивах ревизскую сказку Бердской станицы от октября 1816 года, в которой значилась «вдова Ирина Афанасьева дочь, по мужу Бунтова». В метрической книге Богородицкой церкви Попов нашёл запись о её смерти 4 июля 1848 года: «Бердской станицы вдова, казачья жена Ирина Афанасьевна Бунтова, 96 лет», умершая от холеры. В свидетельствах и официальных документах существуют расхождения, не позволяющие достоверно указать возраст Арины Бунтовой. В ревизской сказке 1816 года, найденной Поповым было указано, что Бунтовой 55 лет, а следовательно в период Пугачёвщины ей было 13—14 лет. Тогда во время встречи с Пушкиным ей было 73 года (Пушкин писал о 75-летней старухе). Известный пушкиновед Р. В. Овчинников полагал, что в записи о смерти Бунтовой возраст указан ошибочно, и на самом деле ей было 88 лет.
Почитатели Пушкина, служившие или бывавшие в Оренбурге, часто старались встретиться со знакомой поэта, оставляя об этом записи в своих дневниках. В 1833 году, по горячим следам, повидаться с собеседницей поэта поехала самарская дворянка Е. З. Воронина, которой Ирина пожаловалась на хлопоты, доставленные визитом Пушкина: «Один из приезжих все меня заставлял рассказывать… расспрашивал, и песни ему я пела про Пугача… Кто говорит, что его подослали, что меня в тюрьму засадят за мою болтовню». Инженер-прапорщик К. А. Бух заехал в Берды повидать казачку в 1835 году, адъютант Оренбургского корпуса А. И. Макшеев застал Бунтову в 1848 году уже дряхлой старухой, но ещё отчётливо помнившей самозванца: «Молодец был батюшка-государь Петр Фёдорович!» В том же году она скончалась.